# Natividad Relucio-Clavano
Natividad Relucio-Clavano (1 d'octubre de 1932, Manila – 4 d'octubre de 2007, Manila) fou una pediatra filipina. Com la cap de pediatria a l'Hospital Central de Baguio, ella investigà els beneficis de donar el pit respecte la llet maternitzada i aconseguí la reforma de l'atenció donada als nounats i les seues mares.

## Biografia
Clavano nasqué a Manila l'1 d'octubre de 1932 en una família de classe alta: son pare era un home de negocis. Acabà els estudis de medicina a la Universitat de Santo Tomas el 1957. Viatjà a Londres el 1974 per a fer investigació de postgrau; tractà d'estudiar l'asma en els xiquets inicialment, malgrat açò canvià d'objecte de recerca pel seu supervisor, David Cornelius Morley, que la va convèncer perquè investigara les causes de la mortalitat infantil en Filipines. A les Filipines d'aleshores, els nounats rebien llet maternitzada sent apartats de les seues mares després de nàixer i eren col·locats a la sala de bebès on els donaven la llet. Les creences respecte quina llet donar-los començaren a canviar a la medecina occidental i un boicot contra Nestlé es va fer durant la dècada de 1970 i 1980 a favor de donar el pit.
Quan Clavano tornà a Baguio per a treballar, va reformar el model d'atenció als nounats i les seues mares. Els nounats ja no eren alimentats amb llet maternitzada, les mares i els seus bebès se situaven a la mateixa habitació, les mares donaven el pit segons demanda en compte de seguir horaris i les infermeres foren formades per a reconèixer correctament excrements de llet perquè abans ho confonien amb diarrea. Clavano dirigí un estudi sobre 10.000 bebès nascuts a l'Hospital General de Baguio durant la dècada de 1970, comparant els nascuts entre el rang d'anys entre 1973 i 1975 (on la majoria dels nounats foren alimentats amb llet maternitzada) i entre el rang d'anys de 1975 i 1977 (quan la majoria rebien el pit). L'estudi demostrà una reducció significativa de la taxa de mortalitat, sèpsia, diarrea i muguets.
Més tard es convertí en la cap de pediatria d'aquest hospital.
Clavano va defendre que es donara el pit a nivell internacional, i el seu treball de recerca "causà la fundació d'un moviment global", segons Patti Rundall de Baby Milk Action. Ella parlà a una roda de preguntes feta pel senador dels Estats Units d'Amèrica Ted Kennedy el 1978 i les seues investigacions foren utilitzades per la Iniciativa Hospital Amigable amb els Bebès d'UNICEF, la qual promovia donar el pit als hospitals. A les Filipines, ella contribuí a que s'aprovaren la Llei de 1986 del Codi Nacional de la Llet i la Llei de la Lactància i l'Establiment en Sales del 1992. La nomenaren la Comandant de l'Ordre del Cor Daurat el 2006.
Morí d'una malaltia pulmonar als 76 anys a Manila.